# Joachim Wilkerling
Joachim Wilkerling (* 5. September 1900; † Frühsommer 1967 wohl in Hannover) war ein deutscher Jurist.

## Leben
Wilkerling promovierte 1927 an der Rechts- und staatswissenschaftlichen Fakultät der Universität Halle (Saale) mit seiner Dissertation Die Berechnung prozessualer Fristen, insbesondere der Zwischenfristen (Verlag H. Sieling, Naumburg an der Saale 1927). Hier war er auch Mitglied der Sängerschaft Ascania Halle, die dem Sondershäuser Verband angeschlossen war. Auch war er Mitglied der AMV Cheruscia Hannover.
In der Zeit des Nationalsozialismus war er im Reichsjustizministerium als Sachbearbeiter für politische Strafsachen tätig und wurde am 25. November 1944 zum Ministerialrat ernannt. In seiner Abteilung wurden Zehntausende von Todesurteilen „geprüft“ und in den meisten Fällen auch bestätigt. Außerdem war er Oberlandesgerichtsrat.
Nach Ende des Zweiten Weltkrieges gehörte Wilkerling zu den ersten Juristen der Bundesrepublik Deutschland und war Ministerialdirigent im Niedersächsischen Justizministerium. Er wirkte 1956 als offizieller Vertreter der niedersächsischen Landesjustizverwaltung bei der Großen Strafrechtskommission zur Schaffung der großen Strafrechtsreform mit. Er war außerdem ständiger Mitarbeiter bei Goltdammer’s Archiv für Strafrecht, herausgegeben von Heinrich Grützner, Ministerialrat im Bundesjustizministerium.
Nach Bekanntwerden seiner Nazi-Vergangenheit durch die Enthüllungen der DDR im Jahr 1965 wurde Wilkerling aus seinem Amt im niedersächsischen Justizministerium entfernt.
Joachim Wilkerling war 2. Vorsitzender des Vereins Alter Herren des Sondershäuser Verbandes Akademisch-Musikalischer Verbindungen, zu dessen 100-jährigem Jubiläum er die Festschrift mit der Geschichte des Sondershäuser Verbandes fertiggestellt hatte. Nur wenige Wochen vor der Jubiläumsfeier (20. bis 24. Juli 1967) verstarb er. Der VASV-Vertretertag in München verlieh ihm posthum die Würde des Ehrenvorsitzenden.

## Ehrungen
- Großes Verdienstkreuz der Bundesrepublik Deutschland (1966)[7]

## Veröffentlichungen
- Geschichte des Sondershäuser Verbands 1867–1967. in: 100 Jahre Sondershäuser Verband Akademisch-Musikalischer Verbindungen 1867–1967. Hrsg. v. Sondershäuser Verband Akademisch-Musikalischer Verbindungen, o. O. o. J. (Aachen, wohl 1967), S. 9–78.